# ان‌جی‌سی ۷۵۰۳
ان‌جی‌سی ۷۵۰۳ (انگلیسی: NGC 7503) یک کهکشان بیضی شکل در صورت فلکی حوت است که در ۲ سپتامبر ۱۸۶۴ توسط آلبرت مارت کشف شد.